# Inheritance (film, 2003)
Pour les articles homonymes, voir Inheritance.
Série Trilogie de Per Fly
The Bench
(2000) Manslaughter
(2005)
Pour plus de détails, voir Fiche technique et Distribution.
Inheritance (Arven) est un film danois réalisé par Per Fly, sorti en 2003.
Il s'agit du deuxième film d'une trilogie thématique de Per Fly sur les classes sociales au Danemark, celui-ci portant sur la bourgeoisie.

## Synopsis
Christoffer est l'heureux propriétaire d'un restaurant à Stockholm mais voit sa vie bouleversée lorsque son père meurt et que sa mère lui demande de reprendre l'affaire familiale, une grande entreprise nommée Borch Moller.

## Fiche technique
- Titre : Inheritance
- Titre original : Arven
- Réalisation : Per Fly
- Scénario : Per Fly, Kim Leona, Mogens Rukov et Dorte Warnøe Høgh
- Musique : Halfdan E
- Photographie : Harald Gunnar Paalgard
- Montage : Morten Giese
- Production : Ib Tardini
- Société de production : Zentropa Entertainments, Spillefilmkompaniet 4 1/2, Memfis Film & Television, Zoma Films, TV2 Danmark, Fjellape Film et Trollhättan Film
- Pays :  Danemark,  Suède,  Norvège et  Royaume-Uni
- Genre : Drame
- Durée : 115 minutes
- Dates de sortie : 
  -  Danemark : 21 février 2003
  -  France : 17 août 2005

## Distribution
- Ulrich Thomsen : Christoffer
- Lisa Werlinder : Maria
- Ghita Nørby : Annelise
- Karina Skands : Benedikte
- Lars Brygmann : Ulrik
- Peter Steen : Niels
- Diana Axelsen : Annika
- Jesper Christensen : Holger Andersen
- Ulf Pilgaard : Aksel
- Dick Kaysø : Jens Mønsted
- Sarah Juel Werner : Marie-Louise
- Lucy Andoraison Hansen : Mira
- Eric Viala : Frédéric Rousseau
- Valerie Quent : la femme de Frédéric Rousseau
- Pascal Steffan : Philippe Salliot
- Francoise Brustis : la femme de Philippe Salliot
- Gille Charrier : Patrice
- Isabelle Van Moylders : la famme de Patrice
- Pia Jondal : la secrétaire de Christoffer
- Magnus Roosmann : Alfred
- Thorbjörn Lindström : Jonas

## Distinctions
Le film a remporté de nombreux prix au Danemark.
- Roberts :
  - Meilleur film
  - Meilleur réalisateur
  - Meilleur acteur pour Ulrich Thomsen
  - Meilleur second rôle masculin pour Peter Steen
  - Meilleur second rôle féminin pour Ghita Nørby
  - Meilleure musique
  - Nommé pour le meilleur scénario
  - Nommé pour le meilleur montage
  - Nommé pour les meilleurs costumes
  - Prix du public
- Bodil :
  - Meilleur acteur pour Ulrich Thomsen
  - Meilleur second rôle masculin pour Peter Steen
  - Nommé pour le meilleur film
  - Nommé pour le meilleur second rôle féminin pour Lisa Werlinder